# 法恩赫斯特 (特拉華州)
法恩赫斯特（英語：Farnhurst）是位於美國特拉華州紐卡斯爾縣的一個非建制地區。該地的面積和人口皆未知。

## 地理
法恩赫斯特的座標為39°41′35″N 75°34′39″W / 39.69306°N 75.57750°W，而該地的平均海拔高度為13米（即43英尺）。